# Pseudoepedanus doiensis
Genre
Espèce
Pseudoepedanus doiensis, unique représentant du genre Pseudoepedanus, est une espèce d'opilions laniatores de la famille des Epedanidae.

## Distribution
Cette espèce est endémique de la province de Chiang Mai en Thaïlande. Elle se rencontre sur le Doi Suthep.

## Description
Le mâle holotype mesure 2,22 mm et la femelle paratype 2,07 mm.

## Étymologie
Son nom d'espèce, composé de doi et du suffixe latin -ensis, « qui vit dans, qui habite », lui a été donné en référence au lieu de sa découverte, le Doi Suthep.

## Publication originale
- Suzuki, 1969 : « On a collection of opilionids from Southeast Asia. » Journal of Science of the Hiroshima University, vol. 22, p. 11–77.